# Macramè (album)
Macramè è il quattordicesimo album musicale di Ivano Fossati uscito nel 1996.

## Tracce
Testi e musiche di Ivano Fossati tranne dove diversamente indicato.
1. La vita segreta – 4:57
2. Il canto dei mestieri – 4:58
3. L'amante – 4:13
4. L'abito della sposa – 4:43 (testo: Fossati – musica: Levin)
5. L'angelo e la pazienza – 5:58
6. Labile – 4:36
7. Bella speranza (Ti telefono da una guerra) – 3:36
8. L'orologio americano – 3:46
9. Stella benigna (La ragazza senza onore) – 5:08 (testo: Fossati – musica: Levin)
10. La scala dei santi – 3:46
11. Speakering – 4:35

## Formazione
- Ivano Fossati: voce, pianoforte, flauto basso, chitarra elettrica e classica, armonica, bassa
- Beppe Quirici: basso
- Claudio Fossati: batteria, piatti e percussioni
- Stefano Melone: tastiera
- Trilok Gurtu: tabla e percussioni
- Riccardo Tesi: organetto
- Walter Keiser: bodhrán, batteria e percussioni
- Tony Levin: basso
- Lucio Bardi: chitarra acustica
- Naco: percussioni
- Mario Arcari: sassofono soprano
- Vocinblù: cori
- Sophie Rubiella, Marti Jane Robertson: voce